# Alice Town
Alice Town là một khu dân cư trên đảo Bắc Bimini, quận Bimini, Bahamas, là trung tâm du lịch của đảo. Một số khách sạn, nhà hàng và quán bar thuộc khu này. Phía bắc Alice Town là khu dân cư Bailey Town (nơi đa số dân đảo sinh sống). Phía bắc Bailey Town là vịnh Porgy.
Tại Alice Town có ngôi nhà cũ của nhà văn Mỹ Ernest Hemingway, sau được chuyển thành bảo tàng thuộc Bimini Blue Water Resort. Giữa tháng 1 năm 2006, khách sạn Compleat Angler và quán bar của khách sạn cháy rụi, thiêu hủy nhiều tấm hình vô giá chụp nhà văn được treo tại đây.